# Kōryō

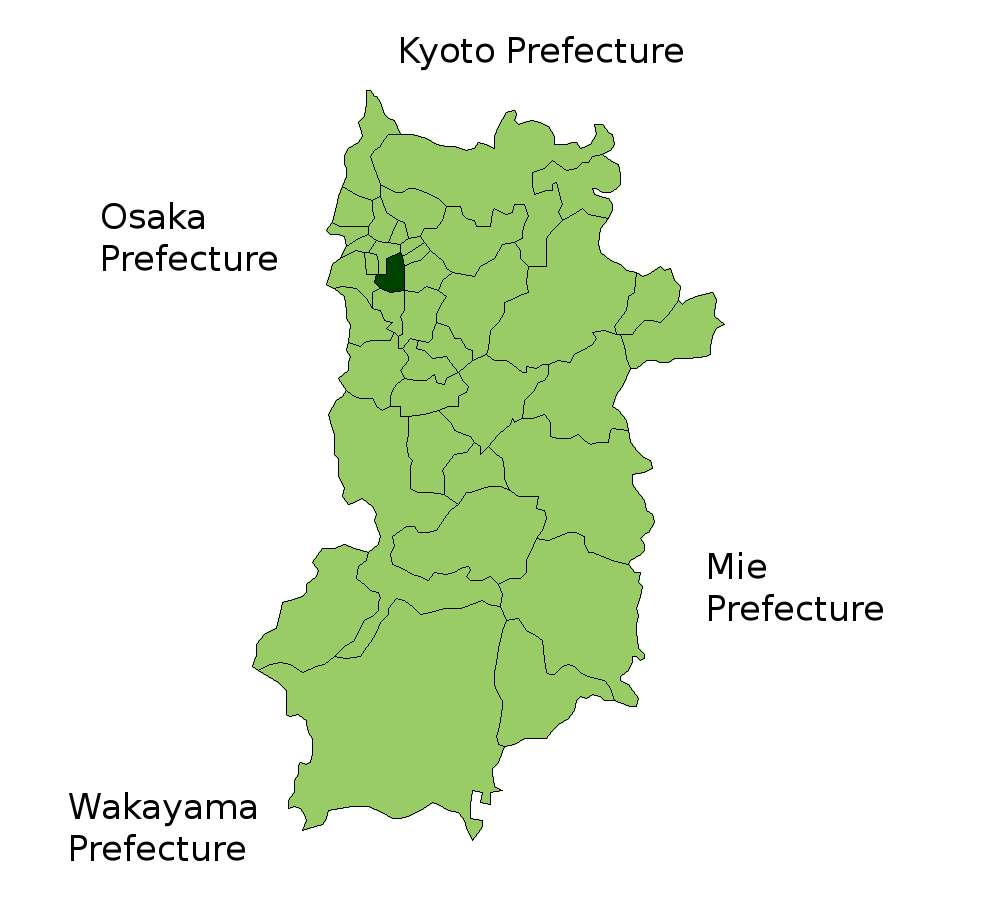
Emplacement de Kōryō dans la préfecture de Nara.

Pour les articles homonymes, voir Koryo.
Kōryō (広陵町, Kōryō-chō) est un bourg du district de Kitakatsuragi, dans la préfecture de Nara au Japon. Il fut capitale temporaire du Japon de 640 à 642, au palais de Kudara du royaume de Baekje en Corée.

## Géographie

### Démographie
En 2014, La population de Kōryō était estimée à 33 776 habitants répartis sur une superficie de 16,33 km2 (densité de population de 2 070 hab./km2).

## Personnalités
- Toyokazu Nomura (1949-), judoka, champion olympique, est né à Kōryō.
- Tadahiro Nomura (1974-), neveu du précédent, triple champion olympique de judo.